# 斯皮什新村區

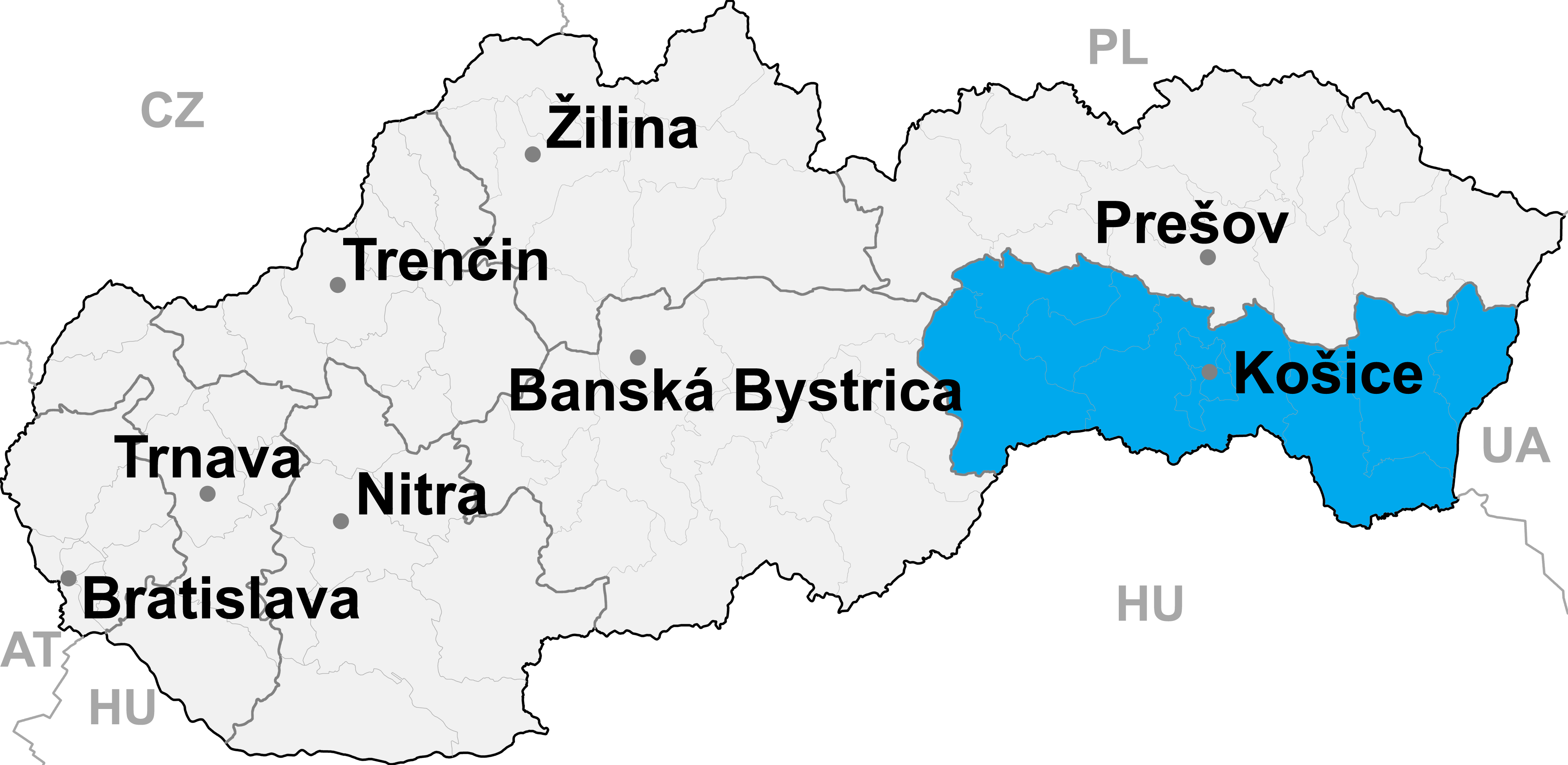

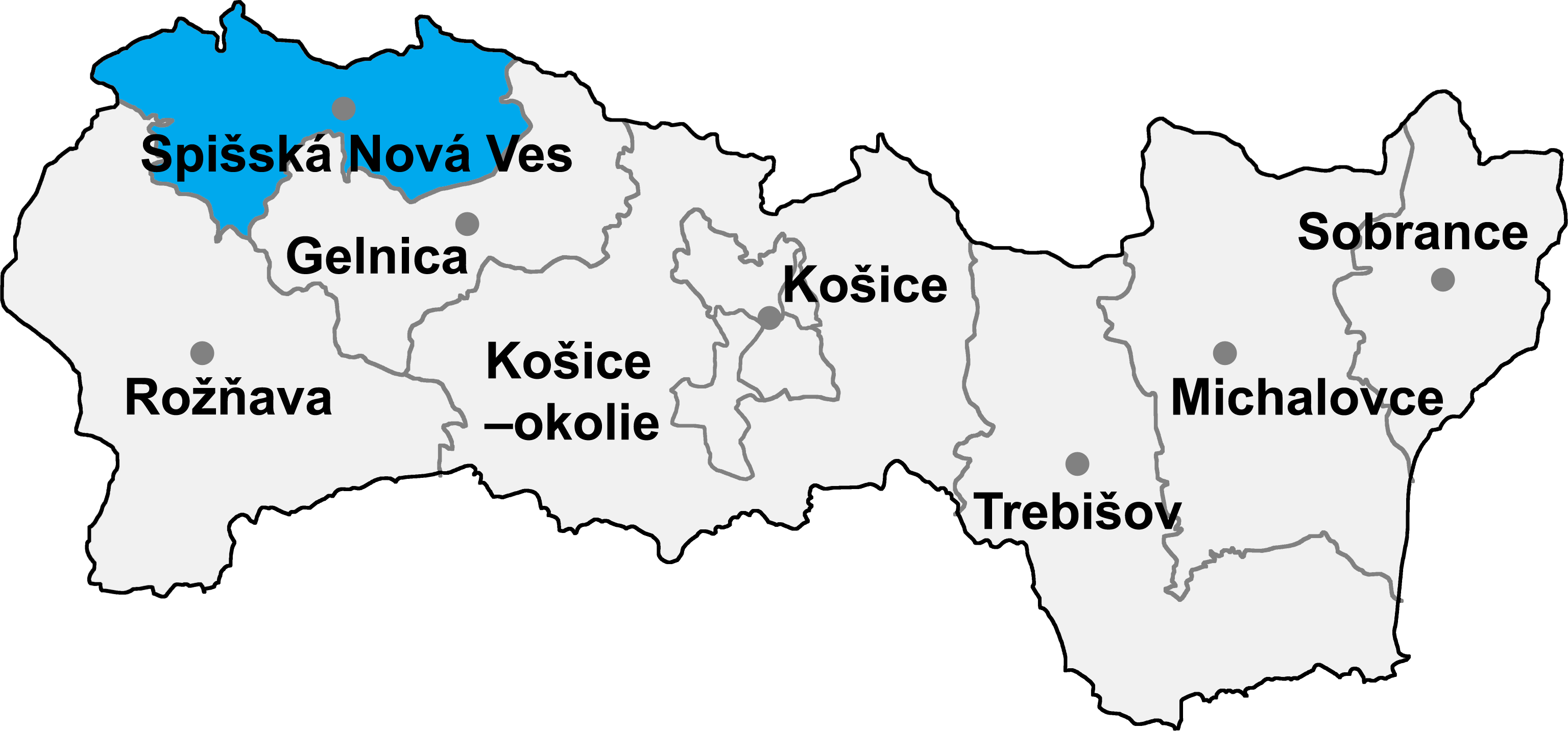

48°56′42″N 20°33′51″E / 48.94500°N 20.56417°E
斯皮什新村區，是斯洛伐克的一個區，位於該國東南部，由科希策州負責管轄，面積587平方公里，2001年該區人口93,516，人口密度每平方公里160人。